# Peter Schmidheiny
Peter Schmidheiny (* 12. Juli 1908 in Zürich, heimatberechtigt in Balgach; † 15. Februar 2001 in Heerbrugg) war ein Schweizer Unternehmer.

## Leben
Peter Schmidheiny war der Sohn von Jacob Schmidheiny II. und wurde Mitglied der Industriellenfamilie Schmidheiny. Seine Jugend verbrachte er zusammen mit seinen Eltern und drei Schwestern auf Schloss Heerbrugg. Nach Grund- und Mittelschule machte er ein Maschineningenieur-Studium an der ETH Zürich und schloss 1937 als Diplomingenieur ab. Nachdem sein Vater Jacob II die Firma Escher Wyss AG in Zürich 1936 übernommen hatte, trat er in diese Firma ein, welche in Schwierigkeiten geraten war. Er leitete ab 1939 die Hydraulische Abteilung und wurde Verwaltungsrat, dann ab 1946 Delegierter und schliesslich ab 1953 Verwaltungsratspräsident dieser Firma. Um im internationalen Wettbewerb bestehen zu können, schloss er Zusammenarbeitsverträge – 1954 mit Brown, Boveri & Cie. und Georg Fischer AG, 1957 mit den Genfer Ateliers des Charmilles SA für den Wasserturbinenbau. Für den Bau von Dampfturbinen, Turbokompressoren und Generatoren gründete er 1959 das Gemeinschaftsunternehmen Escher Wyss / MFO. 1966 unterzeichnete Peter Schmidheiny den Zusammenarbeitsvertrag mit Gebrüder Sulzer AG, der seiner Firma grosse Hydraulik-Aufträge und seinem Werk das Überleben im grossen Verband sicherte. Im Jahre 1969 wurde Escher Wyss von Sulzer übernommen. Aus den erwähnten Umstellungen resultierte die Brown-Boveri-Sulzer-Turbomaschinen AG für Turbokompressoren und Gasturbinen, deren Verwaltungsratspräsident Schmidheiny wurde.
Nach dem Tod seines Vaters im Jahr 1955 übernahm er von ihm das Präsidium des Verwaltungsrates der Zürcher Ziegeleien. Die Ziegelherstellung unter Jacob Schmidheiny I. war der Grundstein der gesamten Schmidheiny-Familiendynastie. Die operative Führung der Ziegeleien übertrug er ab 1963 Carletto Mumenthaler. Unter Peter Schmidheiny begann die Diversifikation der Zürcher Ziegeleien zu einem Mischkonzern, der späteren Conzzeta. 

## Weitere Tätigkeiten
- 1950 bis 1978: Verwaltungsrat der  Schweizerischen Kreditanstalt, heute Credit Suisse
- 1955 bis 1983: Vizepräsident der Wild Heerbrugg, heute Leica Geosystems
- 1958 bis 1971: Chef des Kriegsindustrie- und Arbeitsamtes der Eidgenossenschaft
- 1965 bis 1968: Mitglied des Landesverteidigungsrats[5]
- 1967 bis 1984: Verwaltungsrat der Gebrüder Sulzer AG.

## Privat
Peter Schmidheiny war mit Ruth Schiesser verheiratet und hatte vier Töchter und einen Sohn (Jacob Schmidheiny-Pfister; Jacob Schmidheiny III.).